# Pão de queijo

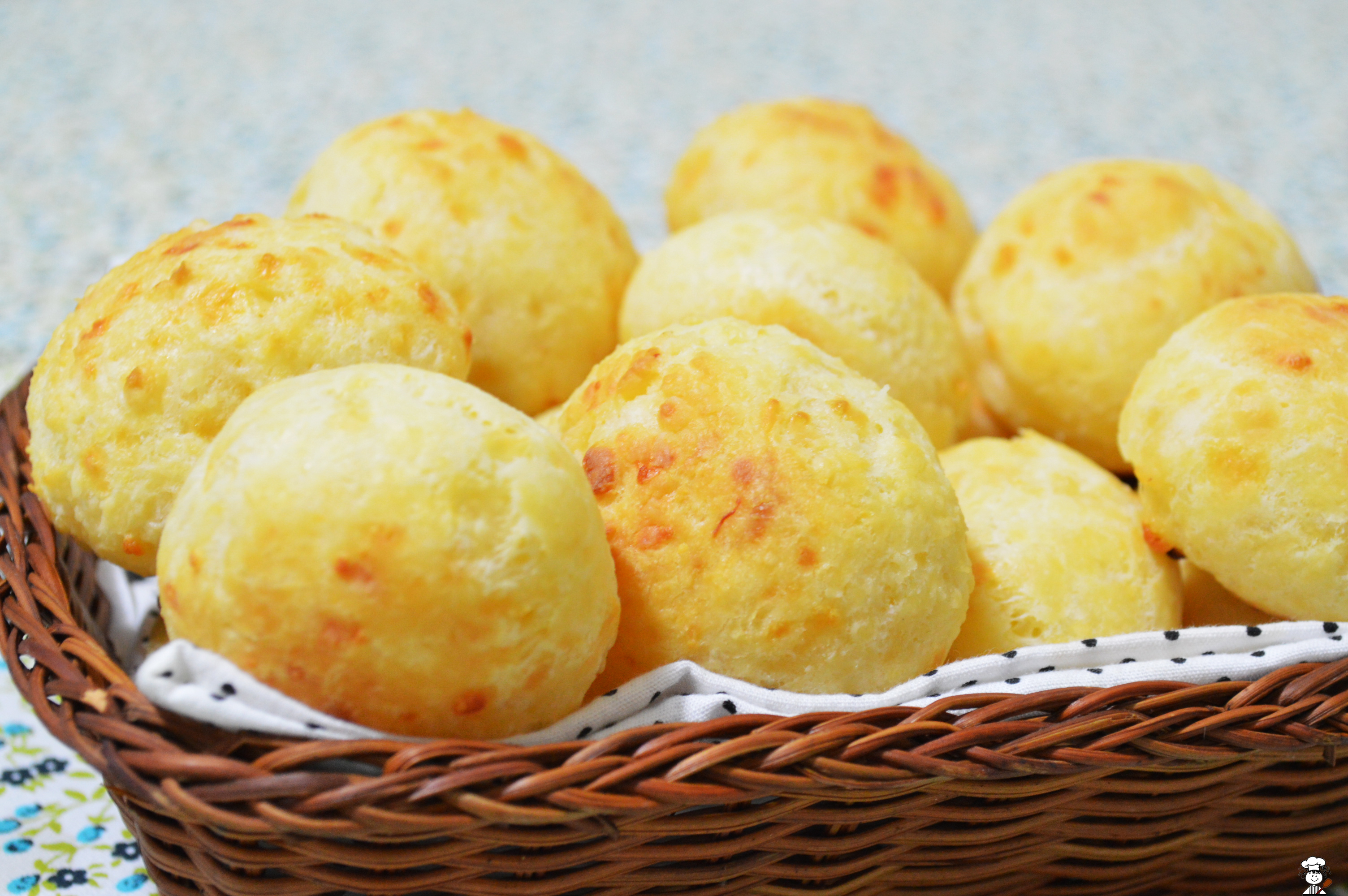
Pão de queijo casero

Pão de queijo ( pronunciación en portugués: /ˈpɐ̃w dʒi 'kejʒʊ/, "pan de queso" en portugués) o pan de queso brasileño es un pequeño bollo de queso horneado. Habitualmente se toma como merienda y desayuno acompañando el café. Es un plato muy popular en todo Brasil, originario del estado de Minas Gerais.
En Brasil es económico y a menudo se vende en puestos callejeros por vendedores que llevan un recipiente para conservar el calor; también se encuentra comúnmente en tiendas de comestibles, supermercados y panaderías, industrializado o recién hecho. La harina de yuca es la que le da al snack su textura distintiva, masticable y elástica, quedando crujiente por fuera.
La mayoría de países de Sudamérica tienen sus propias versiones de este snack. La principal diferencia entre ellos en general son los ingredientes utilizados en la receta, los cuales pueden cambiar ligeramente dando resultados diferentes. En Brasil tradicionalmente se utiliza almidón de yuca agrio y dulce. La receta brasileña también excluye algunos ingredientes utilizados en otros países como almidón de maíz, harina para todo uso, pimienta negra, azúcar, hinojo, y levadura de panadería.

## Historia
Con el descubrimiento de minas cerca de Ouro Preto alrededor de 1700, cerca del 20% de la población brasileña de esa época, en su mayoría esclavos, ocupó un vasto territorio en el sureste de la entonces colonia portuguesa. La colonización forzada en masa desplazó el centro económico de la colonia hacia el sureste.
Ante la carencia de cereales, los cocineros de Minas Gerais reemplazaron el trigo inexistente con almidón derivado del tubérculo de yuca que les mostraron los grupos indígenas tupiniquines .

## Ingredientes principales

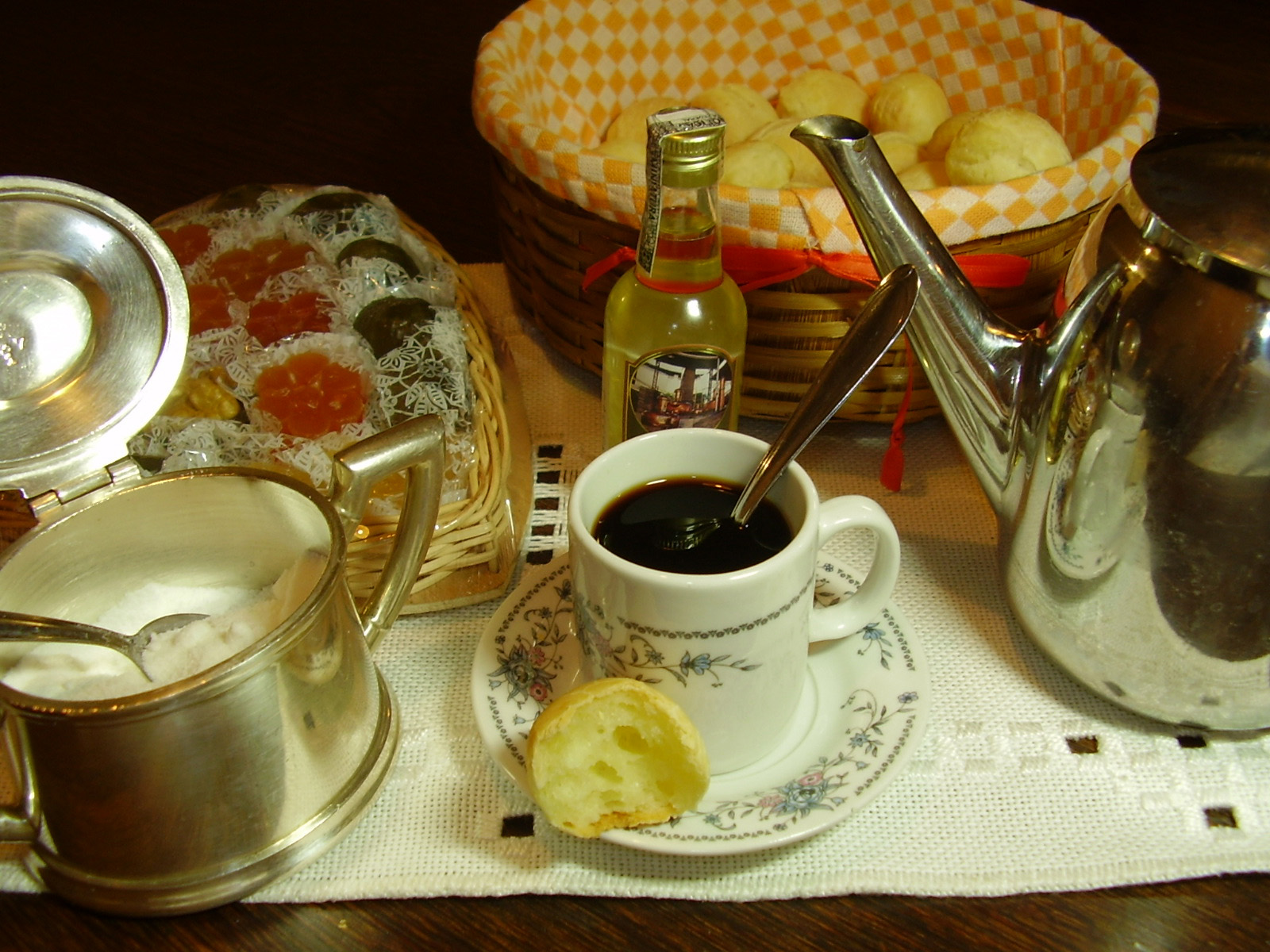
Pão de queijo con café y una botellita de cachaza. El pão de queijo medio mordido sobre el platillo muestra el interior

En Brasil, la receta más tradicional utiliza harina de yuca agridulce, aceite, huevos, leche, sal, queso (minas, canastra, parmesano) y agua. También se pueden incluir pequeñas cantidades de margarina o mantequilla.
La grasa de la receta actúa como lubricante molecular. El huevo da color y sabor a la receta,
 contribuyendo a la textura elástica de la masa.
El tipo de queso varía según preferencia o disponibilidad. Los más utilizados son la mozzarella, el parmesano y el queso minas o el queso canastra (ya sea en su versión "madurado" o "estándar"). El queso da el sabor típico del pan de queso, de ahí su nombre.

## Preparación
Primero se hierven los líquidos, se agregan a los almidones y se mezcla todo bien. Una vez enfriada un poco la masa se añade el huevo y el queso y se termina de amasar. Después se forman pequeñas bolas, de unos 3 a 5 centímetros de diámetro (aunque pueden ser más grandes). A diferencia de otros tipos de pan, el pão de queijo no lleva levadura .  El aire contenido dentro de la masa se expande durante el horneado haciendo que los panes crezcan. Debido a que está hecho de harina de mandioca (a diferencia de la harina de trigo), el pão de queijo no contiene gluten. En Brasil se pueden encontrar variedades de panes de queso rellenos con queso catupiry, goiabada caliente y derretida, dulce de leche y otras variaciones.

## Disponibilidad

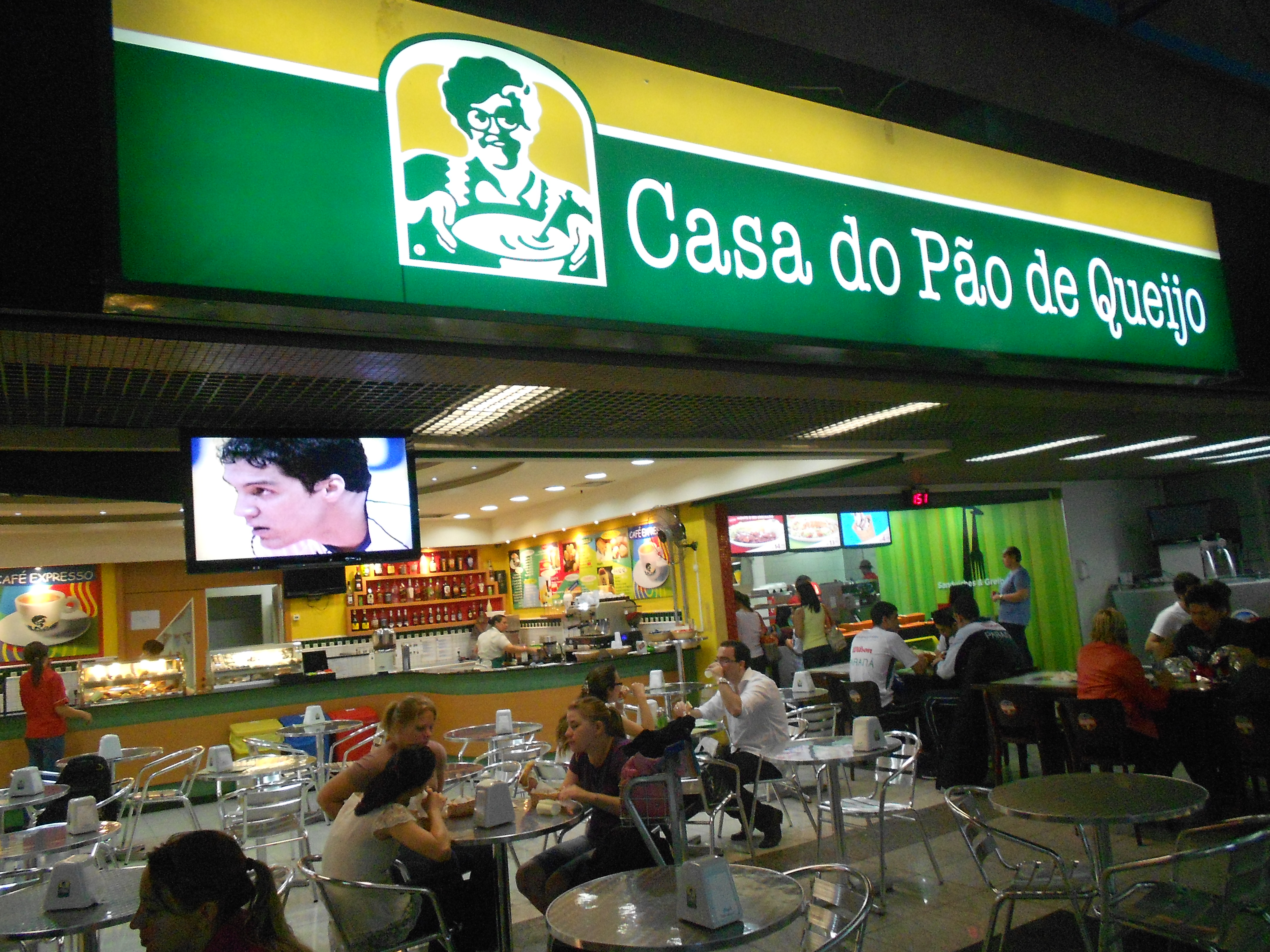
Casa do Pão de Queijo en el Aeropuerto Internacional Afonso Pena, en São José dos Pinhais, Paraná, Brasil.

En Brasil, el pão de queijo es un plato de desayuno y merienda popular. Sigue vendiéndose mucho en cafeterías, panaderías o incluso gasolineras y también se puede comprar congelado para hornear en casa ya que en Brasil se encuentran fácilmente en la mayoría de los supermercados.

### Estados Unidos
Dada su creciente popularidad en los Estados Unidos, se puede encontrar pao de queijo con relativa facilidad en algunas tiendas de comestibles como Costco, County Market, HEB, Publix, World Market y Whole Foods.

### Japón / Asia Oriental
El pao de queijo llegó a Japón con el dekasegi . Por lo general, se hace con harina de arroz en lugar del almidón de tapioca.

### Australia
El pão de queijo está disponible en Australia en tiendas especializadas de alimentos internacionales y en algunos supermercados importantes, incluidos los supermercados Woolworths a partir de principios de 2021, donde se comercializa como un snack "naturalmente sin gluten".